# Route départementale 18 (Hautes-Pyrénées)
Pour les articles homonymes, voir Route départementale 18.
La route départementale 18, ou RD 18, est une route départementale des Hautes-Pyrénées reliant Germs-sur-l'Oussouet à Saint-Martin.

## Descriptif

### Longueur
L'itinéraire présente une longueur de 21,84 km.

### Nombre de voies
La RD 18 est sur la totalité de son tracé bidirectionnelle à deux voies.

### Tracé
La RD 18 traverse le département du sud au nord à partir de Germs-sur-l’Oussouet et rejoint le village de Saint-Martin.
Elle coupe la route départementale D 937 au niveau de Loucrup. 
Elle raccorde le Pays des Vallées des Gaves au Pays de Tarbes et de la Haute Bigorre.

## Communes traversées
- Germs-sur-l'Oussouet
- Neuilh
- Astugue
- Loucrup
- Visker
- Arcizac-Adour
- Saint-Martin

## Gestion, entretien et exploitation

### Organisation territoriale
En 2021, les services routiers départementaux sont organisés en cinq agences techniques départementales et 25 centres d'exploitation qui ont pour responsabilité l’entretien et l’exploitation des routes départementales de leur territoire. 
La RD 18 dépend des agences des Pays des Vallées des Gaves et des Pays de Tarbes et de la Haute Bigorre et des centres d'exploitations de Lourdes et de Tarbes.

### Exploitation
En saison hivernale, le département publie une carte des conditions de circulation (C1 circulation normale, C2 délicate, C3 difficile, C4 impossible).